# Monocit
Monociti oz. celice monocitno-histiocitne vrste so ena od treh skupin belih krvničk in predstavljajo 3-8 % vseh belih krvničk. Glede na obarvanje in obliko jedra spadajo med zrnate levkocite. Nastajajo v rdečem kostnem mozgu.

## Razvoj monocitov
Kot vse krvne celice se monociti prav tako razvijejo prvotno iz pluripotentne matične celice (PMC). Slednje se razvijejo v multipotenčne matične celice mieloične vrste (MMC-M), te pa se usmerijo v usmerjene matične celice granulocitne-monocitne vrste (UMC). nadaljnji razvoj poteka v naslednjih treh stopnjah:
- monoblast,
- promonocit,
- monocit.

Monoblast je prva celica monocitne vrste. S panoptičnim obarvanjem je ne moremo zanesljivo ločiti od mieloblastov, lahko pa jo s citokemičnimi reakcijami in po membranskih znamenjih. 
Pronomocit je srednja stopnja v razvoju, velikosti od 10 do 20 μm. Jedro je cerebriformno (zgubano, podobno kakor možgani) zvito in lahko vsebuje več jedrc. Struktura kromatina je zelo rahla. Citoplazma, ki je v tej stopnji modre ali celo sivomodre barve, vsebuje redka azurofilna (nebesno modre barve) zrnca.
Monocit je zadnja stopnja v razvoju in je lahko različnih velikosti. Mali merijo od 20 do 30 μm, veliki pa tudi do 40 μm. Jedro je ledvičasto ali podkvasto upognjeno in lahko ima več režnjev. Kromatinska struktura je rahlejša kot pri granulocitih, jedro pa ne vsebuje grud kromatina. Citoplazme, ki je tukaj svetlo sivomodre barve, je še vedno veliko in vsebuje številna azurofilna zrnca, pogosto pa še tudi vakuole. 

## Značilnosti
Jedro je ledvičasto oblikovano in leži acentrično. Običajno sta v jedru prisotni dva jedrca. Kromatin je zrničast in zelo gost, sam heterokromatin pa je prisoten v glavnem na obrobju jedra s posameznimi otočki med centralno ležečim evkromatinom.
Citoplazma vsebuje azurofilna zrnca, ki so pravzaprav lizosomi, poleg tega pa sta v vdolbini jedra dobro vidna Golgijev aparat in centriol.

## Funkcije monocitov
Monociti se v krvi zadržujejo le okoli 20 do 40 ur, nato pa preidejo v tkiva, kjer se preobrazijo v makrofage (staro grško makros, velik + phagein, požirati oz. žreti), ki imajo življenjsko dobo več mesecev ali let, nekateri izmed njih pa obdržijo sposobnost premikanja po tkivih. Makrofage imenujemo različno, kriterija za to pa sta lokacija v telesu in videz. Tako so npr. v jetrih Kupfferjevi makrofagi, v pljučih alveolarni makrofagi itd.
Njihova primarna naloga je fagocitoza mikrobov (virusov, bakterij ...). Makrofagi imajo nasploh učinkovitejšo fagocitozo kot zrnate celice požiralke (eozinofilci in nevtrofilci), in to iz dveh razlogov:
1. makrofagi so večji od zrnate celice požiralke in za razliko od njih se nahajajo direktno v tkivih, kar jim daje odločilno prednost v boju proti različnim tujkom; vse to kljub dejstvu, da je celice požiralk več med zrnatimi levkociti;
2. imajo tudi sposobnost odstranjevanja odmrlih ali poškodovanih celic, predvsem eritrocitov.

Sekundarna naloga monocitov zajema posredovanje antigena limfocitom T in tako igrajo pomembno vlogo pri imunski odzivnosti.